# Have a Nice Life
Have A Nice Life é uma dupla norte-americana, formada no estado Connecticut, de post-punk, formada em 2000, por Dan Barrett e Tim Macuga.
A banda mistura elementos de shoegaze, post-rock, música industrial e coldwave em suas canções, sendo muitas vezes comparada com My Bloody Valentine e Swans.

## História
O álbum de estreia da dupla, Deathconsciousness, foi lançado em 2008 e recebido com críticas positivas por sites especializados. Dividido em dois discos - respectivamente "The Plow That Broke the Plains" e "The Future" - o álbum acompanha um livreto de 75 páginas intitulado "On An Obscure Text" escrito por um professor de história de Massachusetts, que documenta a vida, a cultura e os seguidores de um líder religioso italiano do século XIII.
Em 2010, foi lançado o EP Time of Land gratuitamente como download digital pela gravadora Enemies List Home Recordings. Em outubro do mesmo ano, a banda divulgou uma coletânea intitulada "Voids", contendo faixas inéditas e versões demo de canções lançadas anteriormente.
O segundo álbum de longa duração da banda, intitulado The Unnatural World foi lançado em janeiro de 2014 pelo selo The Flenser. Assim como o LP de estreia, recebeu diversas críticas positivas.
O terceiro álbum de longa duração da banda, intitulado Sea Of Worry foi lançado em novembro de 2019 pelo selo The Flenser.

## Discografia

### Álbuns
- Deathconsciousness (2008)
- The Unnatural World (2014)
- Sea of Worry (2019)

### EPs
- Time of Land (2010)

### Coletâneas
- Voids (2010)

### Demos
- Have a Nice Life vs. You (2002)
- Powers of Ten (2006)

### Singles
- The Big Gloom (2006)
- Bloodhail (2008)
- I Don't Love (2008)
- Sisyphus (Demo) (2023)

### Álbuns Ao Vivo
- Live at the Stone NYC (2010)